# Église Saint-Martin de Camiac-et-Saint-Denis
Pour les articles homonymes, voir Église Saint-Martin.
L'église Saint-Martin de Camiac-et-Saint-Denis est une église catholique édifiée au XIIe siècle dans la commune de Camiac-et-Saint-Denis, au cœur de la région naturelle de l'Entre-deux-Mers, dans le département de la Gironde, en France.

## Localisation
L'église se trouve au bourg de Camiac le long de la route départementale D239, au sud d'Espiet.

## Historique
L'église, de fondation romane, possède une nef unique fermée à l'ouest par un clocher-mur à deux baies. La base est cachée par un bâtiment moderne. À l'est, l'abside semi-circulaire a été reprise au XIXe siècle, comme le transept.
Le portail, sur le flanc sud, est roman. L'ouverture en est bouchée. Deux voussures toriques retombent sur quatre colonnes à chapiteaux feuillagés. L'archivolte, au-dessus du portail est décorée d'un bandeau de billettes en damier. Sur la clef de l'arc, sont sculptés deux protomés de loups ou de chiens, à têtes triangulaires. Ce style de sculpture est surnommé têtes-plates ou beak-heads en anglais. On les trouve sur l'arc atlantique, du Portugal à l'Irlande.
Au-dessus de la porte, deux bas-reliefs sont insérés dans le mur :
- Le grand bas-relief représente deux lévriers acculés l'un à l'autre et contournant leurs têtes pour engouler chacun la queue de l'autre. L'image suivante a réuni les deux chiens sous une tête unique. L'un darde sa queue sexualisée vers l'autre qui soulève la sienne.
- Le petit bas-relief montre deux têtes humaines. Celle de gauche semble être à l'écoute d'un canidé qui tient un fruit de la tentation entre ses pattes. Au-dessous de l'autre tête, le corps d'un serpent, ingurgitant un homme dont les deux jambes sortent de sa gueule. La morale est évidente : « Le salaire du péché, c'est la mort et l'Enfer ».

L'église, en pleine terre huguenote, a été détruite au XVe siècle pendant les Guerres de religion. Incendiée en 1580, elle s'est écroulée. Elle a été restaurée au XIXe siècle.

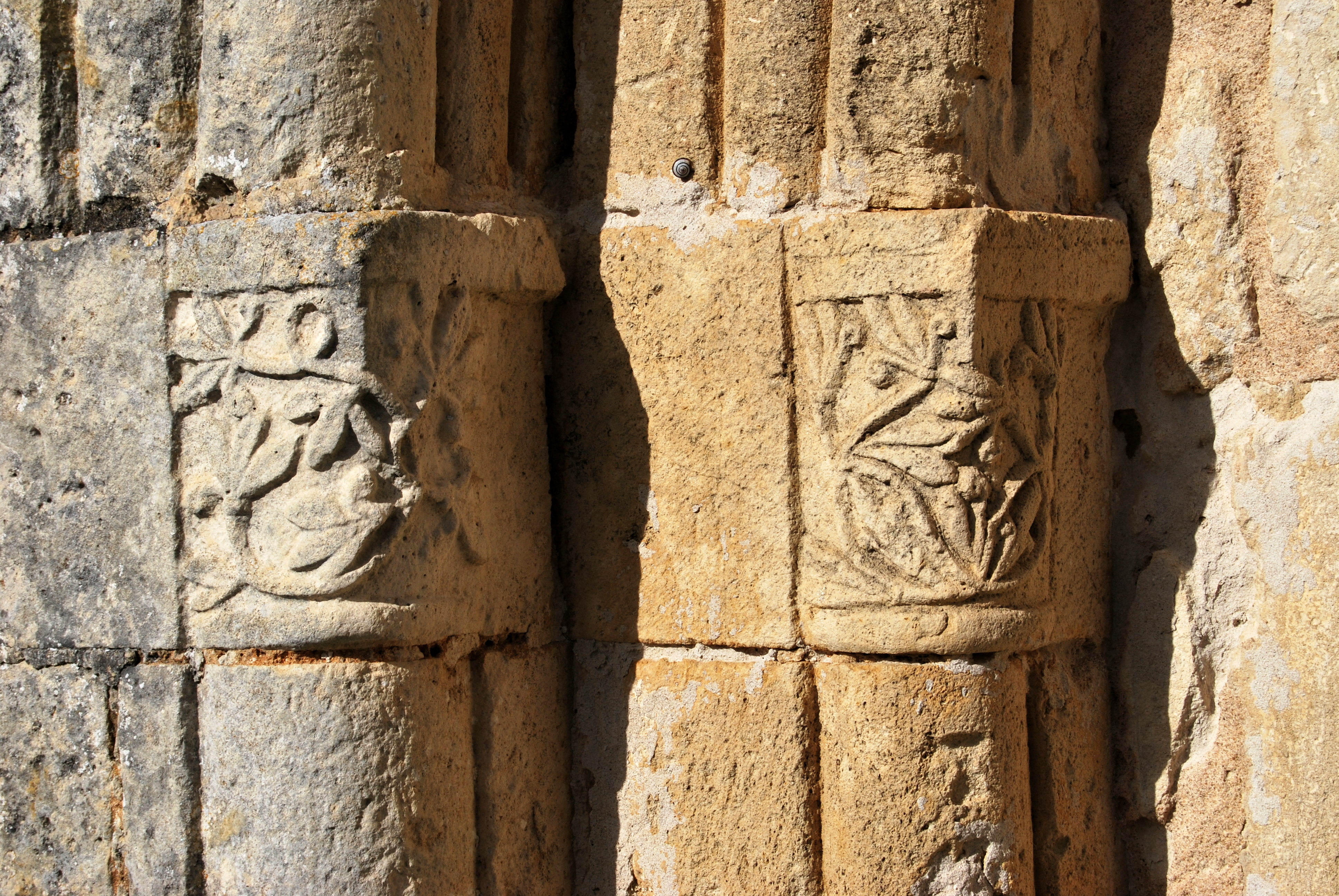
Corbeille ouest
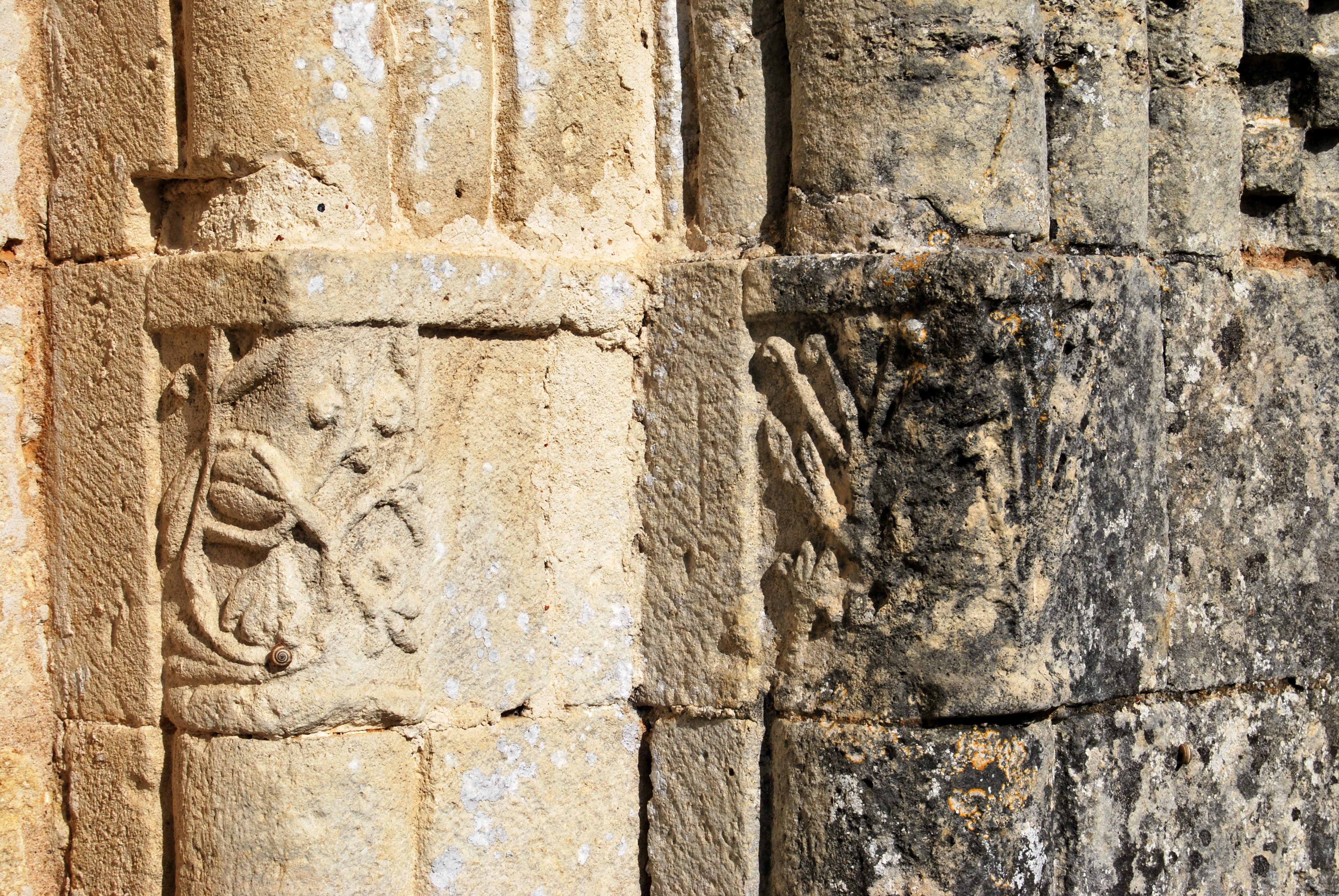
Corbeille est
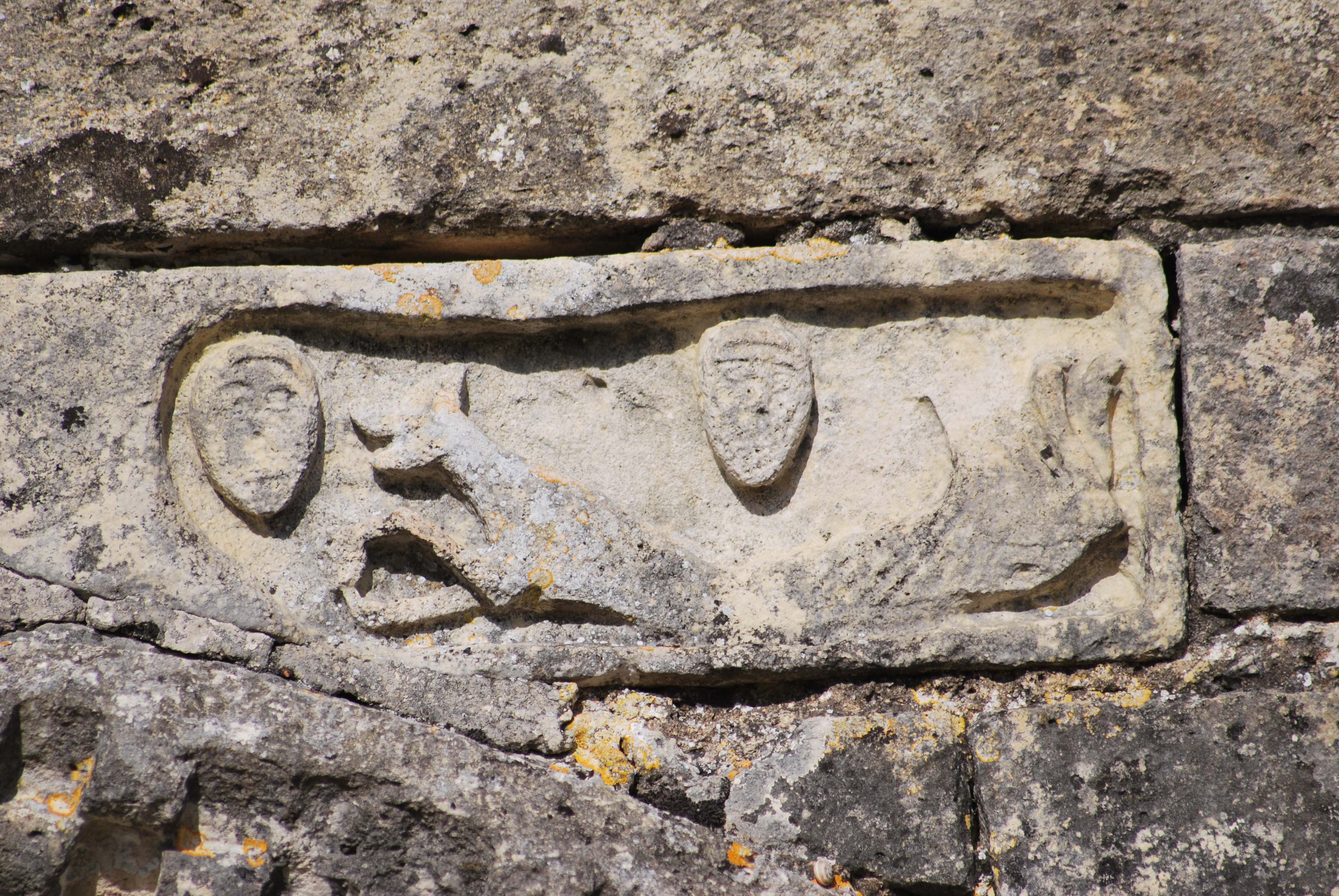
Petit bas-relief
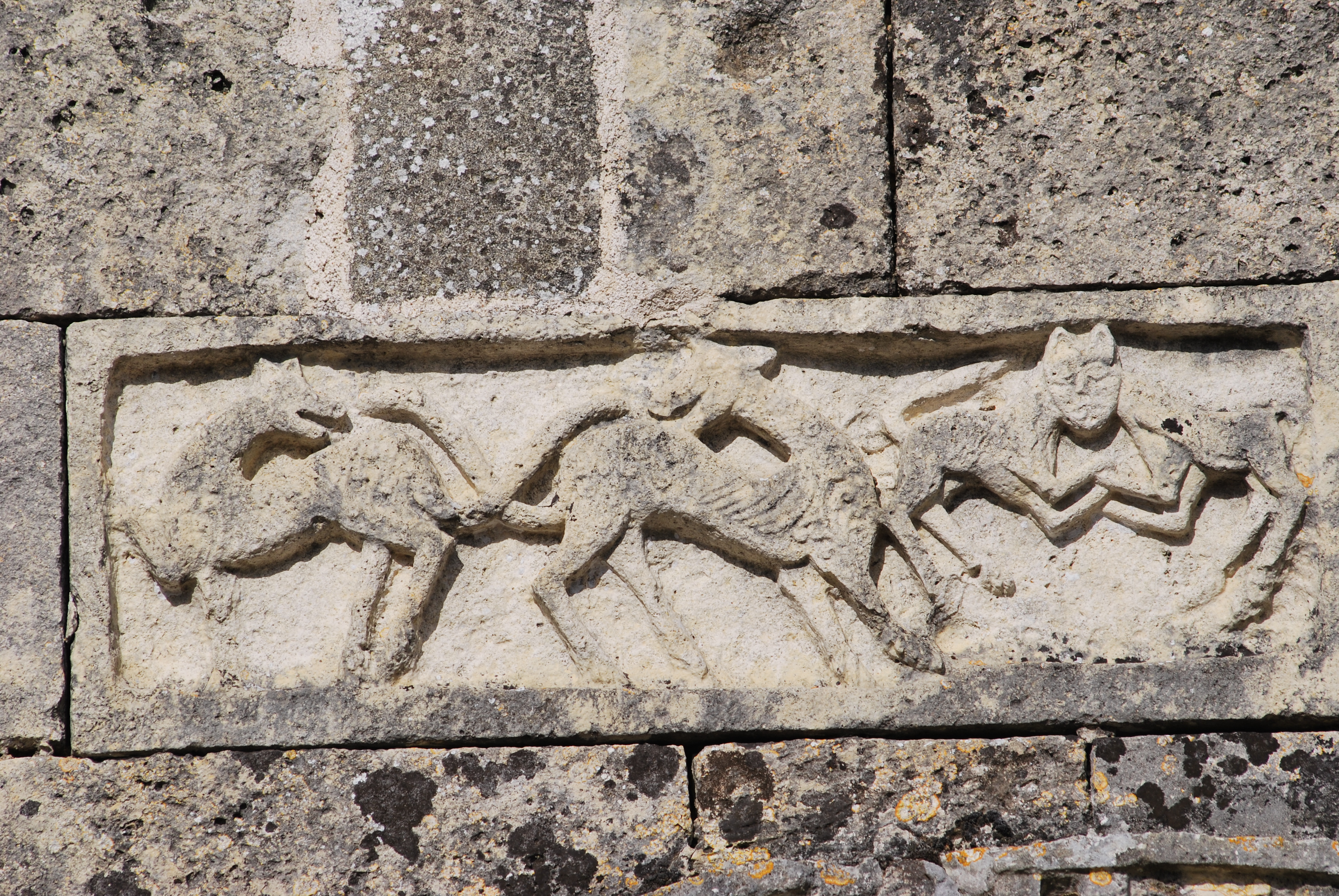
Grand bas-relief
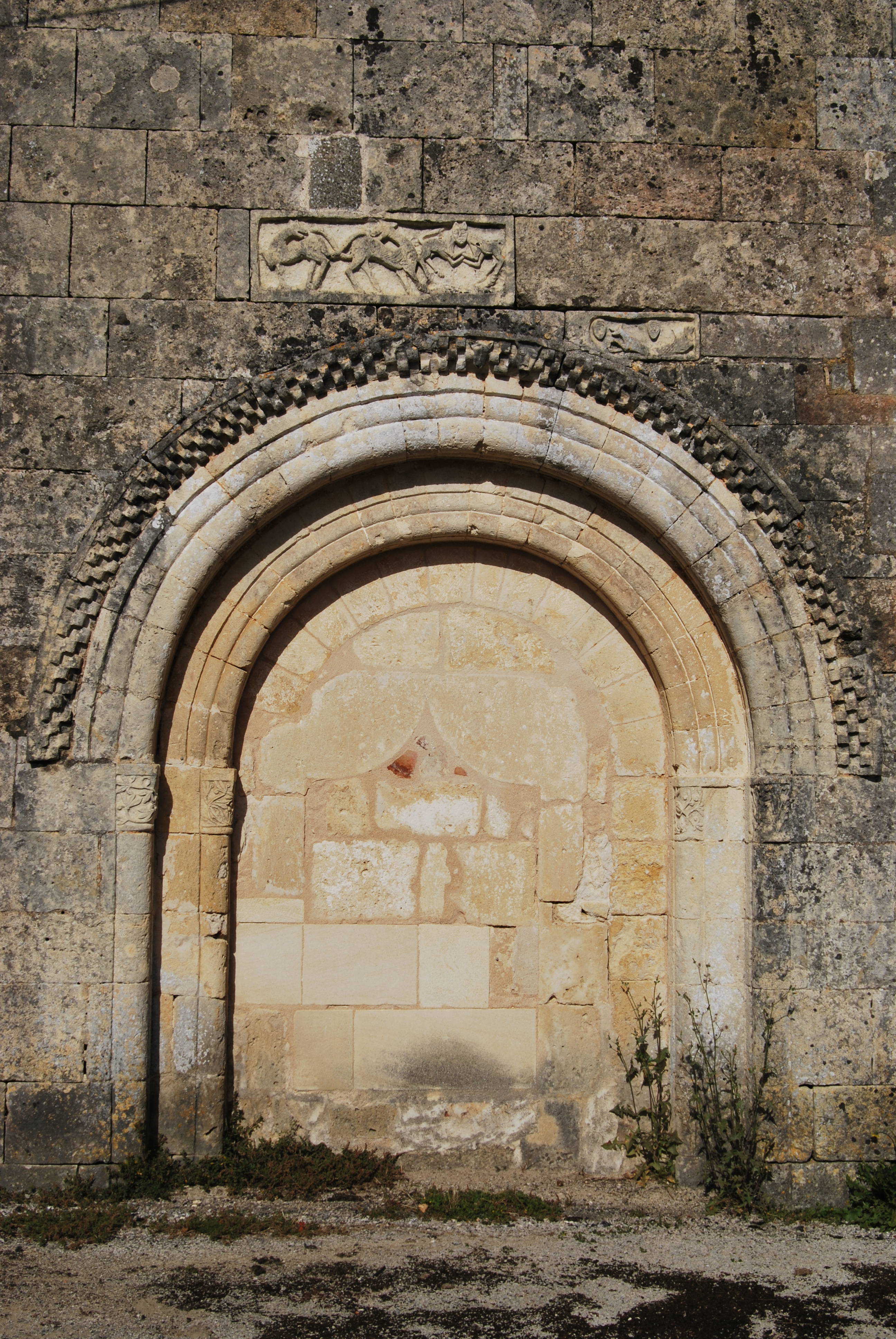
Le portail obstrué